# فلاديمير نيناديتش
فلاديمير نيناديتش هو لاعب كرة قدم صربي في مركز الهجوم، ولد في 20 فبراير 1971 في جمهورية صربيا الاشتراكية في مملكة يوغوسلافيا، وتوفي في 23 مايو 2022.